# Marius Chivu
Marius Chivu (n. 20 septembrie 1978, Horezu, județul Vâlcea) este un scriitor, traducător și cronicar literar român.

## Biografie
În 1997, a absolvit Liceul Economic și Școala de Arte, clasa de coregrafie, ambele din Râmnicu Vâlcea, iar în 2003 Facultatea de Litere din cadrul Universității din București, secția română-franceză. A debutat publicistic cu recenzii și cronici literare în anul 2000 în revista România literară și editorial cu volumul de poezie Vîntureasa de plastic (2012), Premiul pentru debut al Uniunii Scriitorilor din România, Premiul pentru debut al revistei Observator cultural, nominalizări la Premiul „Cartea Anului”, acordat de revista România literară și la Premiul „Cartea de Poezie a Anului”, acordat de Radio România Cultural. 

În anul 2003 a câștigat prima ediție a Festivalului de Poezie „Prometheus”, organizat de Fundația Anonimul. A inițiat și coordonat proiectul caritabil Cartea cu bunici (2008), a alcătuit, adnotat și prefațat mai multe antologii de proză scurtă din scriitori clasici și contemporani. În 2012 a vernisat expoziția Copiii Himalayei cu fotografii realizate în satele nepaleze din lanțul muntos Annapurna în perioada 1-24 mai 2011, călătorie care a stat la baza cărții Trei săptămîni în Himalaya (2012).

În perioada 2005-2007 a realizat rubrici de carte la televiziunile Antena 3 („Cafeaua cu frișcă”) și TVR 1 („Tentații”), în 2007 a moderat, la TVR Cultural, talkshow-ul „Se vorbește despre”, iar în 2008 a realizat emisiunea „Citește & dă mai departe!”, difuzată de TVR 1. În 2015 a realizat rubrica de carte din cadrul emisiunii „Apropo TV”, difuzată de Pro TV. Eseurile sale despre proza și poezia românească contemporană au fost traduse în limbile engleză, suedeză, spaniolă, italiană, cehă și franceză.

În ziua de 15 decembrie 2012, alături de Gabriel H. Decuble, Florin Iaru, Răzvan Țupa, a fost unul dintre cei patru naratori-coordonatori ai experimentului „Cel mai rapid roman din lume”, în care 53 de scriitori au scris în 5 ore și 35 de minute romanul Moș Crăciun & Co., redactat, editat și tipărit după un total de 9 ore, 5 minute și opt secunde de la momentul startului. Guinness Book World Records l-a omologat drept cel mai rapid scris roman din lume. 

În perioada 2007-2013 a fost redactor-editor al revistei Dilemateca. Din 2005 este redactor la Dilema veche, actualmente Dilema, unde a ținut cronica literară până în 2020, iar între 2011-2019 a fost editorialist la revista ELLE.

Volumul de povestiri Sfîrșit de sezon a fost nominalizat la Premiul Galei Industriei de Carte din România, secțiunea „Cea mai bună carte a anului”, la Premiul Național de Proză „Ziarul de Iași” și la Premiul Radio România Cultural, secțiunea „Cartea de proză a anului”.

Din decembrie 2015 este realizatorul emisiunii despre cărți „All You Can Read” difuzată actualmente pe www.UrbanSunsets.com, în care scriitorul invitat discută despre cărțile sale și aduce muzica preferată. În mai 2016 a fondat, alături de Florin Iaru și Cristian Teodorescu, revista trimestrială de proză scurtă Iocan, publicată de Editura Vellant, iar din 2021 editează antologia anuală de proză scurtă KIWI, publicată de Editura Polirom.

În 2023 a primit Premiul pentru proză al revistei Ateneu, iar în 2024 Premiul pentru memorialistică al Agenției de Carte pentru volumul Trei săptămîni în Atlas, volum nominalizat și la Premiile revistei Observator cultural, secțiunea memorialistică.

Din 2023 co-moderează podcastul Cronicari digitali.

## Lucrări publicate

### Volume
- Trei săptămîni în Atlas, Editura Humanitas, 2023.
- Trei săptămîni în Anzi, Editura Humanitas, 2016.
- Sfîrșit de sezon, povestiri, Editura Polirom, 2014; ediție revăzută și adăugită, Editura Polirom, 2022.
- Ce-a vrut să spună autorul, interviuri, Editura Polirom, 2013.[3]
- Trei săptămâni în Himalaya, jurnal de călătorie, Editura Humanitas, 2012; ediția a II-a, 2014.[4]
- Vîntureasa de plastic, versuri, Editura Brumar, 2012.[5], traducere în limba franceză de Fanny Chartres, La Ventolière en plastique, Éditions M.E.O., 2015; ediție revăzută și adăugită, Editura Humanitas, 2018.

### Antologii. Ediții
- Almanah Dilema, 2025, 2024.
- Antologia de proză scurtă KIWI. DESTINE. Editura Polirom, 2025, Zadie Smith, Mircea Cărtărescu, Don DeLillo, Simona Goșu, Junot Diaz, Bianca Dragomir, Lisa Taddeo, Cosmin Manolache, Lori Ostlund, Andrei Dumitrescu, John Cheever, Mela Mihai, Chimamanda Ngozi Adichie, Doru Vatavului, Louise Erdrich, Lena Pop, James Baldwin, Nicoleta Balaciu, Manuel Munoz, Anca Vieru, Hanif Kureishi, Ana Maria Sandu, George Saunders, Florin Iaru, Hector Tobar, Iulia Gherasim
- Antologia de proză scurtă KIWI. Relații, Editura Polirom, 2024.
- Cartea depresiilor - 24 de confesiuni despre tristețe, teamă, disperare și alți demoni, Editura Humanitas, 2024, ISBN 978-973-50-8438-7 Dan Byron, Nicolae Comănescu, Suzana Dan, Dana Deac, Mihai Dobre, Aida Economu, Alexandra Furnea, Andrea Gavriliu, Oana Giurgiu, Iulia Lumânare, Răzvan Mazilu, Mela Mihai, Cosmin "Micutzu" Nedelcu, Katia Pascariu, Lia Perjovschi, Andreea Raicu, Iulia Rugină, Ada Solomon, Alexandru N. Stermin, Cătălin Ștefănescu, Istvan Teglas, Ștefan Teișanu, Roman Tolici, Luiza Zan
- Antologia de proză scurtă KIWI. Trecuturi, Editura Polirom, 2023, Cristian Boricean, Ileana Vornicu, Richard Ford, Julien Britnic, Mia Couto, Adrian Georgescu, Gheorghi Gospodinov, Ioana Morpurgo, Bogdan-Alexandru Stănescu, Sven Popovic, Adriana Neagoe, Will Self, Livia Popescu, Burhan Sonmez, Alex. Leo Șerban, Ana Maria Sandu, Ali Smith, Cristina Ștefan, Wells Tower, Adela Greceanu, Cristian Crisbășan, Ruxandra Burcescu, David Means, Cristina Chira, Lena Pop, Doru Vatavului
- Antologia de proză scurtă KIWI. Granițe, Editura Polirom, 2022, Mihaela Voinescu, Doru Vatavului, David Vann, Adrian G. Romila, M.T. Qwerty, Iulian Popa, Ion Pleșa, Răzvan Petrescu, José Luis Peixoto, José Maria Merino, Gabriel Florin Macsim, Irina Lupu, Blanca Llum Vidal, Florentina Ionescu, Iulia Gherasim, Diana Geacăr, Jonathan Franzen, Andrei Dumitrescu, Cristina Chira, Julien Britnic, Diana Bădică, Paul Bailey, Ana Alexandrescu, Ada Aitonean, ISBN 978-973-46-9005-3
- Antologia de proză scurtă KIWI. Sosiri/Plecări, Editura Polirom, 2021, Ada Aitonean, Ana Irina Lupu, Aron Biro, Gabriel Florin Macsim, Adriana Bittel, Marin Mălaicu-Hondrari, Ruxandra Burcescu, Răzvan Petrescu, Bianca Dragomir, Ion Pleșa, Andrei Dumitrescu, Iulian Popa, Tudor Ganea, Bogdan-Alexandru Stănescu, Simona Goșu, Cristina Ștefan
- Cartea orașelor, volum coordonat de Andreea Răsuceanu, desene de Mihail Coșulețu, Editura Humanitas, 2021, 2022, ISBN 978-973-50-7603-0
- Dan Lungu, Părul contează enorm, antologie de proză scurtă, selecție și prefață de Marius Chivu, Editura Polirom, 2019.
- Petre Stoica, Amintirile unui fost corector / Însemnările cultivatorului de mărar, ediție îngrijită, prefață și note de Marius Chivu, Editura Humanitas, 2019.
- Romanian Short Fiction. An Anthology / Antologie bilingvă de proză scurtă românească, coord. Lidia Vianu, selecție texte Marius Chivu, Editura Muzeul Literaturii Române, 2018.
- Petre Stoica, Singurătatea noblețele ei, poeme alese de Marius Chivu, fotografii de Cosmin Bumbuț, Editura Cartier, 2017.
- Nina Cassian, Dans, CD-carte, poeme rostite la Radio în perioada 1959-2003, desene de Tudor Jebeleanu, Editura Casa Radio, 2017.
- Antoaneta Ralian, Nu cred în sfîrșitul lumii. Amintiri, articole, interviuri, Editura ART, 2016.
- 111 cele mai frumoase poezii de dragoste din literatura română, selecție de Marius Chivu și Radu Vancu, Editura Nemira, 2016.
- G. Bacovia, 111 cele mai frumoase poezii, selecție și text introductiv, Editura Nemira, 2015.
- Best of. Proza scurtă a anilor 2000, Editura Polirom, 2013.
- Ion Budai-Deleanu, Țiganiada, studiu introductiv, Editura Curtea Veche, 2012.
- Primul meu porno, Editura ART, 2011.
- Iubire 13, album de proză scurtă și fotografie, Editura ART, 2010.
- Cartea cu bunici, volum caritabil colectiv, Editura Humanitas, 2007.[6]
- Anton Holban, Conversații cu o moartă, antologie, Editura Polirom, 2005.
- Cristian Teodorescu, Maestrul de lumini și alte povestiri, antologie, Editura Curtea Veche, 2005.
- Mihail Sadoveanu, Ochi de urs și alte povestiri, antologie, Editura Polirom, 2004.
- Teodor Mazilu, Singurătatea și diavolul milos, antologie, Editura Curtea Veche, 2004.

### Traduceri
- Raymond Carver, Elefantul și alte povestiri, Editura Polirom, 2025.
- Aurore Petit, Mama este ca o casă, (literatură pentru copii), Editura Cartea Copiilor, 2022.
- Richard Scarry, Ce face lumea toată ziua? , (literatură pentru copii), Editura Cartea Copiilor, 2022.
- Richard Ford, Rock Springs, povestiri, Black Button Books, 2017.
- Paul Bailey, Băiatul prințului, roman, Editura Polirom, 2014.
- Lewis Carroll, Scrisori pentru Alice (1842-1898). Opt sau nouă sfaturi înțelepte pentru compunerea scrisorilor (1890), traducere colectivă, ediție de Antoaneta Tănăsescu, Editura MondoRo, 2011.
- Oscar Wilde, Privighetoarea și trandafirul, audiobook, Editura Humanitas Multimedia, 2010.
- Paul Bailey, Unchiul Rudolf, roman, Editura Humanitas, 2009.
- Tim Burton, Melancolica moarte a Băiatului-stridie, poezie, Editura Humanitas, 2009.

### Volume colective (coautor)
- 9 monografii audio/vizuale, Centrul de studii vizuale, 2024.
- Puncte de fugă, coord. Florin Lăzărescu, Editura Muzeului Național al Literaturii Române Iași, 2023.
- Ce pozne-a mai făcut cățelul meu, coord. Tatiana Niculescu, Editura Humanitas, 2024.
- Garderoba, coord. Diana Iepure, Editura Paralela 45, 2024.
- Lucruri mărunte. Copilăria în comunism, vol. I, coord. Florin Lăzărescu, Editura Muzeului Național al Literaturii Române Iași, 2023.
- Ce vrăji a mai făcut pisica mea, coord. Radu Paraschivescu, Editura Humanitas, 2023.
- Cărturești. Locul întâlnirilor fericite, coord. Ana Niculescu, Casa de Pariuri literare, 2023.
- Cartea orașelor, coord. Andreea Răsuceanu, Editura Humanitas, 2021.
- Cartea întîmplărilor. Mistere, ciudățenii, uimiri, coord. Tatiana Niculescu, Editura Humanitas, 2019.
- In.Fuzion #Ispita, coord. Ana Maria Ciofîrlă, editori Oana Fotache & Robert Șerban, Asociația Montage, 2019.
- Poezie călătoare, coord. Anca Zaharia, Editura Cartea de după, 2019
- Mică istorie a unui secol mare, coord. Monica Onojescu, Editura Arthur, 2018.
- Tu, înainte de toate. O antologie a poeziei contemporane de dragoste, coord. Cosmin Perța, Editura Paralela 45, 2018
- Freeman`s. Cele mai bune texte noi, editor John Freeman, Black Button Books, 2017.
- Cu ochii-n 3,14, o antologie Dilema veche alcătuită de Ana Maria Sandu, cu ilustrații de Dan Stanciu, Editura Humanitas, 2016.
- Sticle pentru minte, inimă și literatură, un proiect de Mihai A. Barbu & Ion Barbu, 2 vol., Editura Charmides, 2016.
- Bookătăria de texte & imagini 2, coord. Stela Lie și Florin Bican, Editura Pandora M, 2016.
- Dacia. Manual alternativ de bord, 2015.
- Ferestre din București și poveștile lor, coord. Cătălin D. Constantin, Editura Peter Pan, 2015.
- București ’21. Epopee participativă, coord. Svetlana Cârstean, ARCUB, 2015.
- Lumina din cuvinte, o antologie de Irina Petraș, Editura Școala Ardeleană, 2015.
- Ioan Es. Pop, Fețe jupuite. 12 interviuri, Casa de pariuri literare, 2015.
- Andrei Pleșu, Din vorbă-n vorbă. 23 de ani de întrebări și răspunsuri, Editura Humanitas, 2014.
- Poets in Transylvania, antologie multilingvă îngrijită de Radu Vancu și Dragoș Varga, Editura Armanis, 2014.
- Cele mai frumoase poeme din 2012, selecție de Claudiu Komartin și Radu Vancu, Editura Tracus Arte, 2013.
- Cui i-e frică de computer?, coord. Liviu Papadima, Editura Arthur, 2013.
- Cu fața la perete, coord. Bogdan Munteanu și Marius Aldea, Casa Studenților Timișoara & Editura Brumar, 2013.
- Prima dată – ultimul volum al seriei, coord. Laura Albulescu și Andra Matzal, Editura ART, 2013.
- 101 cărți românești de citit într-o viață, coord. Eugen Istodor, Editura Polirom, 2012.
- Moș Crăciun & Co., coord.  Marius Chivu, Gabriel H. Decuble, Florin Iaru, Răzvan Țupa, Editura ART, 2012.
- Intelectuali la cratiță. Amintiri culinare și 50 de rețete, coord. Ioana Pârvulescu, Editura Humanitas, 2012.
- Det sköna med skönlitteraturen 2. Modern och omodernt men samtida, coord. Lars Rydquist, Svenska Akademien & Norstedts, 2012.
- Foarță-n față. Omagiu lumii la XIV luștri de Șerban Foarță, coord. Călin-Andrei Mihăilescu, Editura Brumar, 2012.
- Șerban Foarță 70, coord. Simona Popescu, Editura Paralela 45, 2012.
- Angela Marinescu 70, coord. un cristian, Editura Paralela 45, 2011.
- Primul meu job, coord. Florin Dumitrescu, Editura ART, 2011.
- Oale și ulcele, coord. Lila Passima și Cosmin Manolache, Editura Martor, 2011.
- Maidanul cu scaieți, coord. Alice Capoți, Povestiri Fără Filtru, 2010.
- Lampa din solzi de pește, coord. Alice Capoți, Povestiri Fără Filtru, 2010.
- Ion Budai-Deleanu – 250. Țiganiada azi, coord. Irina Petraș, Editura Casa Cărții de Știință, 2010.
- Prima mea călătorie în străinătate, coord. Bogdan Iancu, Editura ART, 2010.
- Erotographos 50 + 1. Scrisoarea de iubire, dragoste, amor, coord. Antoaneta Tănăsescu, Editura Ars Docendi și Universitatea din București, 2009.
- Prima mea dezamăgire în dragoste, coord. Laura Albulescu, Editura ART, 2009.
- Primii mei blugi, coord. de Corina Bernic, Ed. Art, 2009;
- Povestiri erotice românești, coord. Magdalena Mărculescu, Editura Trei, 2008.
- Starea prozei, coord. Irina Petraș, Editura Casa Cărții de Știință, 2008.
- moshuvine@yahoo.com cu inbox-ul plin, coord. Lila Passima, Cosmin Manolache, Ciprian Voicilă, Editura Martor, 2007.
- Arca lui Noe. De la neolitic la Coca-Cola, coord. Irina Nicolau, Editura Ars Docendi și Muzeul Țăranului Român, 2002.
- Cazul Eminescu, coord. Cezar Paul-Bădescu, Editura Paralela 45, 1999.

## Expoziții de fotografie
- Maroc – orașe, munți, deșert, expoziție itinerantă, Librăriile Cărturești din București, Iași și Timișoara, iunie – decembrie 2023.
- Doi prieteni. Trei săptămîni în Anzi, împreună cu Marius Rădoi, Piața Sfatului din Brașov și Cetatea Rîșnov, august 2017.
- Trei săptămîni în Anzi, împreună cu Marius Rădoi, Librăria Cărturești/Verona, noiembrie 2016.
- Himalaya, Cetatea Alba Carolina din Alba Iulia, august 2013.
- Around The World, Librăria Bastilia, decembrie 2012.
- Copiii Himalayei, Librăria Bastilia, mai 2012.

## Premii
- Premiul pentru memorialistică al Agenției de carte (2024)
- Premiul pentru proză al revistei Ateneu (2023)
- Premiul pentru debut al Uniunii Scriitorilor din România (2012)
- Premiul pentru debut al revistei Observator cultural (2012)